# Kitty McKane
Ne pas confondre avec Margaret McKane, sa sœur également joueuse de tennis.
Kathleen « Kitty » McKane (7 mai 1896 à Bayswater – 19 juin 1992 à Londres) est une joueuse de tennis et de badminton britannique des années 1920. Elle est aussi connue sous son nom de femme mariée, Kathleen McKane-Godfree.
Elle a gagné le tournoi de Wimbledon à deux reprises en simple (1924 et 1926) et en double (1923 et 1927). En 1926, elle s'est imposée en double mixte aux côtés de son époux Leslie. Avec sa sœur, Margaret McKane Stocks, elle a été finaliste en double dames en 1922.
Kitty McKane a enfin décroché cinq médailles olympiques, notamment l'or en double dames en 1920 à Anvers (avec Margaret McNair).
Elle est membre du International Tennis Hall of Fame depuis 1978.
Au badminton, elle a remporté 8 fois l'Open d'Angleterre entre 1920 et 1925 : 4 fois en simple dames, 2 fois en double dames et 2 fois en double mixte. Ce tournoi était considéré comme le Championnat du monde officieux jusqu'en 1977, date à partir de laquelle cette compétition fut officiellement créée.

## Palmarès (partiel)

### Titres en simple dames
| No | Date       | Nom et lieu du tournoi       | Catégorie | Surface      | Finaliste    | Score         |          |
| -- | ---------- | ---------------------------- | --------- | ------------ | ------------ | ------------- | -------- |
| 1  | 23/06/1924 | The Championships, Wimbledon | G. Chelem | Gazon (ext.) | Helen Wills  | 4-6, 6-4, 6-4 | Parcours |
| 2  | 21/06/1926 | The Championships, Wimbledon | G. Chelem | Gazon (ext.) | Lilí Álvarez | 6-2, 4-6, 6-3 | Parcours |

### Finales en simple dames
| No | Date       | Nom et lieu du tournoi                  | Catégorie | Surface      | Vainqueure      | Score         |          |
| -- | ---------- | --------------------------------------- | --------- | ------------ | --------------- | ------------- | -------- |
| 1  | 25/06/1923 | The Championships, Wimbledon            | G. Chelem | Gazon (ext.) | Suzanne Lenglen | 6-2, 6-2      | Parcours |
| 2  | 27/05/1925 | Internationaux de France, Paris         | G. Chelem | Terre (ext.) | Suzanne Lenglen | 6-1, 6-2      | Parcours |
| 3  | 17/08/1925 | US National Championships, Forest Hills | G. Chelem | Gazon (ext.) | Helen Wills     | 3-6, 6-0, 6-2 | Parcours |

### Titres en double dames
| No | Date       | Nom et lieu du tournoi                 | Catégorie     | Surface      | Partenaire        | Finalistes                              | Score         |          |
| -- | ---------- | -------------------------------------- | ------------- | ------------ | ----------------- | --------------------------------------- | ------------- | -------- |
| 1  | 23/08/1920 | Jeux olympiques d'été Anvers           | J. olympiques | Gazon (ext.) | Winifred McNair   | Winifred Beamish · Edith Dorothy Holman | 8-6, 6-4      | Parcours |
| 2  | 13/08/1923 | US National Championships Forest Hills | G. Chelem     | Gazon (ext.) | Phyllis Howkins   | Hazel Hotchkiss Eleanor Goss            | 2-6, 6-2, 6-1 | Parcours |
| 3  | 22/08/1927 | US National Championships Forest Hills | G. Chelem     | Gazon (ext.) | Ermyntrude Harvey | Betty Nuthall Joan Fry                  | 6-1, 4-6, 6-4 | Parcours |

### Finales en double dames
| No | Date       | Nom et lieu du tournoi         | Catégorie     | Surface      | Vainqueures                        | Partenaire      | Score          |          |
| -- | ---------- | ------------------------------ | ------------- | ------------ | ---------------------------------- | --------------- | -------------- | -------- |
| 1  | 26/06/1922 | The Championships Wimbledon    | G. Chelem     | Gazon (ext.) | Suzanne Lenglen Elizabeth Ryan     | Margaret McKane | 6-0, 6-4       |          |
| 2  | 23/06/1924 | The Championships Wimbledon    | G. Chelem     | Gazon (ext.) | Hazel Hotchkiss Helen Wills        | Phyllis Howkins | 6-4, 6-4       | Parcours |
| 3  | 13/07/1924 | Jeux olympiques d'été Paris    | J. olympiques | Terre (ext.) | Helen Wills · Hazel Hotchkiss      | Phyllis Howkins | 7-5, 8-6       | Parcours |
| 4  | 27/05/1925 | Internationaux de France Paris | G. Chelem     | Terre (ext.) | Suzanne Lenglen Julie Vlasto       | Evelyn Colyer   | 6-1, 9-11, 6-2 | Parcours |
| 5  | 02/06/1926 | Internationaux de France Paris | G. Chelem     | Terre (ext.) | Suzanne Lenglen Julie Vlasto       | Evelyn Colyer   | 6-1, 6-1       | Parcours |
| 6  | 21/06/1926 | The Championships Wimbledon    | G. Chelem     | Gazon (ext.) | Mary Kendall Browne Elizabeth Ryan | Evelyn Colyer   | 6-1, 6-1       | Parcours |

### Titres en double mixte
| No | Date       | Nom et lieu du tournoi                 | Catégorie | Surface      | Partenaire     | Finalistes                         | Score         |          |
| -- | ---------- | -------------------------------------- | --------- | ------------ | -------------- | ---------------------------------- | ------------- | -------- |
| 1  | 23/06/1924 | The Championships Wimbledon            | G. Chelem | Gazon (ext.) | John Gilbert   | Dorothy Shepherd Leslie Godfree    | 6-3, 3-6, 6-3 | Parcours |
| 2  | 17/08/1925 | US National Championships Forest Hills | G. Chelem | Gazon (ext.) | John Hawkes    | Ermyntrude Harvey Vincent Richards | 6-2, 6-4      | Parcours |
| 3  | 21/06/1926 | The Championships Wimbledon            | G. Chelem | Gazon (ext.) | Leslie Godfree | Mary Kendall Browne Howard Kinsey  | 6-3, 6-4      | Parcours |

### Finales en double mixte
| No | Date       | Nom et lieu du tournoi                 | Catégorie     | Surface      | Vainqueures                   | Partenaire     | Score          |          |
| -- | ---------- | -------------------------------------- | ------------- | ------------ | ----------------------------- | -------------- | -------------- | -------- |
| 1  | 23/08/1920 | Jeux olympiques d'été Anvers           | J. olympiques | Gazon (ext.) | Suzanne Lenglen · Max Decugis | Max Woosnam    | 6-4, 6-2       | Parcours |
| 2  | 13/08/1923 | US National Championships Forest Hills | G. Chelem     | Gazon (ext.) | Molla Bjurstedt Bill Tilden   | John Hawkes    | 6-3, 2-6, 10-8 | Parcours |
| 3  | 20/06/1927 | The Championships Wimbledon            | G. Chelem     | Gazon (ext.) | Elizabeth Ryan Francis Hunter | Leslie Godfree | 8-6, 6-0       | Parcours |

## Parcours en Grand Chelem (partiel)
Si l’expression « Grand Chelem » désigne classiquement les quatre tournois les plus importants de l’histoire du tennis, elle n'est utilisée pour la première fois qu'en 1933, et n'acquiert la plénitude de son sens que peu à peu à partir des années 1950.

### En simple dames
| Année | Championnat d'Australasie Championnat d'Australie | Championnat d'Australasie Championnat d'Australie | Championnat de France Internationaux de France | Championnat de France Internationaux de France | Wimbledon      | Wimbledon        | US National | US National |
| ----- | ------------------------------------------------- | ------------------------------------------------- | ---------------------------------------------- | ---------------------------------------------- | -------------- | ---------------- | ----------- | ----------- |
| 1923  | -                                                 | -                                                 | -                                              | -                                              | Finale         | Suzanne Lenglen  | -           | -           |
| 1924  | -                                                 | -                                                 | -                                              | -                                              | Victoire       | Helen Wills      | -           | -           |
| 1925  | -                                                 | -                                                 | Finale                                         | Suzanne Lenglen                                | 1/2 finale     | Suzanne Lenglen  | Finale      | Helen Wills |
| 1926  | -                                                 | -                                                 | 1/4 de finale                                  | Mary Kendall                                   | Victoire       | Lilí Álvarez     | -           | -           |
| 1927  | -                                                 | -                                                 | -                                              | -                                              | 1/4 de finale  | Elizabeth Ryan   | -           | -           |
| 1931  | -                                                 | -                                                 | -                                              | -                                              | 4e tour (1/8)  | Helen Jacobs     | -           | -           |
| 1932  | -                                                 | -                                                 | -                                              | -                                              | 4e tour (1/8)  | Helen Wills      | -           | -           |
| 1933  | -                                                 | -                                                 | -                                              | -                                              | 2e tour (1/32) | Margaret Scriven | -           | -           |
| 1934  | -                                                 | -                                                 | -                                              | -                                              | 3e tour (1/16) | Sarah Palfrey    | -           | -           |

À droite du résultat, l’ultime adversaire.

### En double dames
| Année | Championnat d'Australasie Championnat d'Australie | Championnat d'Australasie Championnat d'Australie | Championnat de France Internationaux de France | Championnat de France Internationaux de France | Wimbledon                  | Wimbledon                | US National         | US National               |
| ----- | ------------------------------------------------- | ------------------------------------------------- | ---------------------------------------------- | ---------------------------------------------- | -------------------------- | ------------------------ | ------------------- | ------------------------- |
| 1922  | -                                                 | -                                                 | -                                              | -                                              | Finale M. McKane           | S. Lenglen E. Ryan       | -                   | -                         |
| 1923  | -                                                 | -                                                 | -                                              | -                                              | -                          | -                        | Victoire P. Howkins | H. Hotchkiss Eleanor Goss |
| 1924  | -                                                 | -                                                 | -                                              | -                                              | Finale P. Howkins          | H. Hotchkiss Helen Wills | -                   | -                         |
| 1925  | -                                                 | -                                                 | Finale Evelyn Colyer                           | S. Lenglen Julie Vlasto                        | -                          | -                        | -                   | -                         |
| 1926  | -                                                 | -                                                 | Finale Evelyn Colyer                           | S. Lenglen Julie Vlasto                        | Finale Evelyn Colyer       | Mary Kendall E. Ryan     | -                   | -                         |
| 1927  | -                                                 | -                                                 | -                                              | -                                              | -                          | -                        | Victoire E. Harvey  | Betty Nuthall Joan Fry    |
| 1930  | -                                                 | -                                                 | -                                              | -                                              | 2e tour (1/16) P. Holcroft | M. Canters Madzy Rollin  | -                   | -                         |
| 1931  | -                                                 | -                                                 | -                                              | -                                              | 1/2 finale Dorothy Round   | D. Shepherd P. Mudford   | -                   | -                         |
| 1932  | -                                                 | -                                                 | 1/4 de finale Freda James                      | Lilí Álvarez Josane Sigart                     | 2e tour (1/16) Gwen Sterry | S. Mathieu C. Rosambert  | -                   | -                         |
| 1933  | -                                                 | -                                                 | -                                              | -                                              | 1/2 finale P. Saunders     | Freda James Billie Yorke | -                   | -                         |
| 1934  | -                                                 | -                                                 | -                                              | -                                              | 1/2 finale M. Scriven      | D. Andrus Sylvie Jung    | -                   | -                         |

Sous le résultat, la partenaire ; à droite, l’ultime équipe adverse.

### En double mixte
| Année | Championnat d'Australasie Championnat d'Australie | Championnat d'Australasie Championnat d'Australie | Championnat de France Internationaux de France | Championnat de France Internationaux de France | Wimbledon             | Wimbledon                  | US National          | US National              |
| ----- | ------------------------------------------------- | ------------------------------------------------- | ---------------------------------------------- | ---------------------------------------------- | --------------------- | -------------------------- | -------------------- | ------------------------ |
| 1923  | -                                                 | -                                                 | -                                              | -                                              | -                     | -                          | Finale John Hawkes   | M. Bjurstedt Bill Tilden |
| 1924  | -                                                 | -                                                 | -                                              | -                                              | Victoire John Gilbert | D. Shepherd L. Godfree     | -                    | -                        |
| 1925  | -                                                 | -                                                 | -                                              | -                                              | -                     | -                          | Victoire John Hawkes | E. Harvey V. Richards    |
| 1926  | -                                                 | -                                                 | -                                              | -                                              | Victoire L. Godfree   | Mary Kendall Howard Kinsey | -                    | -                        |
| 1927  | -                                                 | -                                                 | -                                              | -                                              | Finale L. Godfree     | E. Ryan F. Hunter          | -                    | -                        |

Sous le résultat, le partenaire ; à droite, l’ultime équipe adverse.

## Parcours aux Jeux olympiques

### En simple dames
| # | Date       | Nom de l'olympiade            | Surface      | Résultat | Ultime adversaire | Score         |          |
| - | ---------- | ----------------------------- | ------------ | -------- | ----------------- | ------------- | -------- |
| 1 | 23/08/1920 | Jeux olympiques d'été, Anvers | Gazon (ext.) | Bronze   | Sigrid Fick       | 6-2, 6-0      | Parcours |
| 2 | 13/07/1924 | Jeux olympiques d'été, Paris  | Terre (ext.) | Bronze   | Germaine Golding  | 5-7, 6-3, 6-0 | Parcours |

### En double dames
| # | Date       | Nom de l'olympiade           | Surface      | Résultat | Partenaire      | Ultimes adversaires                     | Score    |          |
| - | ---------- | ---------------------------- | ------------ | -------- | --------------- | --------------------------------------- | -------- | -------- |
| 1 | 23/08/1920 | Jeux olympiques d'été Anvers | Gazon (ext.) | Or       | Winifred McNair | Winifred Beamish · Edith Dorothy Holman | 8-6, 6-4 | Parcours |
| 2 | 13/07/1924 | Jeux olympiques d'été Paris  | Terre (ext.) | Argent   | Phyllis Howkins | Helen Wills · Hazel Hotchkiss           | 7-5, 8-6 | Parcours |

### En double mixte
| # | Date       | Nom de l'olympiade           | Surface      | Résultat                 | Partenaire    | Ultimes adversaires              | Score    |          |
| - | ---------- | ---------------------------- | ------------ | ------------------------ | ------------- | -------------------------------- | -------- | -------- |
| 1 | 23/08/1920 | Jeux olympiques d'été Anvers | Gazon (ext.) | Argent                   | Max Woosnam   | Max Decugis · Suzanne Lenglen    | 6-4, 6-2 | Parcours |
| 2 | 13/07/1924 | Jeux olympiques d'été Paris  | Terre (ext.) | 4e place (petite finale) | Brian Gilbert | Hendrik Timmer · Cornelia Bouman | Forfait  | Parcours |